# حمدان قرمط
حمدان قِرمِط هو حمدان بن الأشعث الأهوازي الملقب (قرمط)، أحد أعلام الحركات السياسية والدينية في التاريخ، قدم إلى الكوفة من خوزستان، وقد عرف في ضواحي الكوفة حوالي عام 258هـ، وكان يظهر الزهد والتقشف في أول عهده، فاستمال إليه بعض الناس.

## اللقب
لقب ابن الأشعث بقرمط، وقد اختلفت آراء المؤرخين حول تفسير ذلك اللقب، فمنهم من قال إنه أحد أجداده، ومنهم من قال إنه لقب بذلك لقصره الشديد، فكانت رجلاه قصيرتان بشكل كبير، مما جعل خطواته قصيرة وملحوظة، ومنهم من قال إنها كلمة غير عربية وتعنى الدعوة السرية أو الباطنية.

## الدعوة
اتصف بالزهد والورع والتقشف، وكان ينسج الخوص، ويأكل من عمل يده، ويكثر من الصلاة، وأقام على ذلك زمنا، وكان إذا تردد عليه الناس وجلسوا إليه، حدثهم عن أمر الدين وزهده في الدنيا، وأخبرهم أن الصلاة المفروضة على الناس خمسون صلاة في اليوم والليلة، وأخذ يدعو إلى إمام من أهل البيت، فانتسب للشيعة الإسماعيلية، واجتمع حوله أناس كثيرون.

## الحركة
قام بحركة مسلحة وعنيفة ضد الدولة العباسية، وكان يدعو لإذابة الفوارق الطبقية بين الناس، ويعد الناس بتحسين أوضاعهم، فكانت دعوته تستند إلى مبدأ ديني، حيث الدعوة لإمام الشيعة الإسماعيلية والزهد والورع، ومبدأ اجتماعي، حيث الثورة على الأثرياء وتحسين أوضاع الطبقات الفقيرة، وهناك من نسب ثورة ابن الأشعث لظروف نفسية ألمت به، حيث كان ناقما على المجتمع يبدى التأفف والضجر، ويحقد على الناس جميعا ويظهر التذمر من كل المجتمعات التي تحيط به أو التي ينتقل إليها ويضمر البغض على كل وضع.

## النفوذ
وفرض القرامطة نفوذهم على كل من الكوفة والبصرة وواسط وأجزاء من بلاد فارس والبحرين والإحساء والقطيف وهجر، ونالوا تشنيعا كبيرا في التاريخ، حيث اجتمع على رميهم بالكفر والابتداع كل من المؤرخين الشيعة والسنة، ونتيجة ذلك دخلوا في معارك عنيفة مع الدولة العباسية والدولة الفاطمية.

## معارك
وكانت أشهر معاركهم تلك التي شنوها حين دخلوا مكة المكرمة واستباحوا قتل الحجاج، ثم قاموا بنهب أبواب الحرم واقتلاع الحجر الأسود وسرقته إلى البحرين، واستاءت الدولة الفاطمية لذلك كثيرا، وأيضا أمراء وملوك البلاد الإسلامية حتى عرضوا شراءه منهم بأغلى الأثمان، ووجه لهم الخليفة الفاطمي عبيد الله المهدي من بلاد المغرب تهديدا كبيرا فقد بعث إلى أبى طاهر القرمطي رسالة يسبه ويلعنه فيها ويقول: «أخفقت علينا سعينا، وأشبهت دولتنا بالكفر والإلحاد بما فعلت متى لم ترد على أهل مكة ما أخذت، وتعيد الحجر الأسود إلى مكانه، وتعيد كسوة الكعبة فأنا بريء منك في الدنيا والآخرة»، فما لبث أن أعاد القرامطة الحجر إلى مكة قائلين: «أخذناه بأمر وردناه بأمر».